# Federația Malaya
Federația Malaya (în malaieză Persekutuan Tanah Melayu) este numele dat unei federații formată din 11 state (nouă state malaeze și două așezări britanice ale strâmtorilor, Penang și Malacca) ce a existat între 31 ianuarie 1948 și 16 septembrie 1963. Federația a obținut independență la 31 august 1957. El a fost centrul reconstituirii Malaeziei în 1963 împreună cu Singapore, Sabah și Sarawak.